# César Torres Martínez
César Torres Martínez (Caldas de Reyes, 1905-Vigo, 14 de noviembre de 1988) fue un político y abogado español. Durante el periodo de la Segunda República fue gobernador civil de Lugo, Almería, Ávila, Jaén y Granada. Tras la Guerra Civil trabajó en el sector privado.

## Biografía
Nacido en 1905, realizó estudios de derecho por la Universidad de Santiago de Compostela. Abogado de profesión, era católico creyente y desde joven militó en la Organización Republicana Gallega Autónoma (ORGA) fundada por Santiago Casares Quiroga, con el que mantuvo una íntima amistad. Posteriormente militó en Izquierda Republicana (IR), fundada por Manuel Azaña. En 1931 se convirtió en alcalde de Caldas de Reyes.
Durante los años de la Segunda República fue gobernador civil de las provincias de Lugo, Almería, Ávila y Jaén.
En junio de 1936 fue nombrado gobernador civil de Granada, cargo en el que le sorprendió el comienzo de la Guerra Civil. Durante el mes que ocupó el cargo hubo de enfrentarse a distintos problemas que existían en la provincia de Granada, aunque su reciente llegada le impidió hacer frente de forma efectiva a la conspiración militar en la capital nazarí. Siguiendo las instrucciones de Casares Quiroga, Torres Martínez se negó en repetidas ocasiones a repartir armas entre las organizaciones obreras granadinas. Cuando el 20 de julio se sublevó la guarnición, estos no encontraron apenas resistencia y Torres Martínez fue inmediatamente detenido por los militares sublevados y encarcelado.
Juzgado posteriormente por un consejo de guerra, consiguió salvar la vida aunque sería condenado a más de treinta años de prisión. Fue también inhabilitado para ejercer como abogado. Estuvo ocho años en prisión, siendo puesto en libertad condicional en enero de 1944. Algún autor ha sugerido que Torres Martínez salvó la vida en compensación a los «servicios prestados a los sublevados», es decir, por haberse negado a repartir armas a los obreros.
Regresaría a Galicia, donde en 1954 se convirtió en miembro del consejo de administración del Banco de Vigo.

## Vida privada
Estuvo casado con Josefina Díaz Torres, con la que contrajo matrimonio en 1933, y en segundas nupcias con Elvira Goberna Lago, con la que contrajo matrimonio el 27 de mayo del año 1954.